# 데이지 (영화)
"데이지"는 2006년에 개봉한 대한민국의 영화이다.

## 캐스팅
- 전지현 : 혜영 역
- 정우성 : 박의 역
- 이성재 : 정우 역
- 천호진 : 장 형사 역
- 강대위 : 조 사장 역
- 유순철 : 할아버지 역
- 임적안 : 윤준하 역